# William Boyce Thompson
Pour les articles homonymes, voir Thompson et William Thompson.
William Boyce Thompson (1869-1930), est un ingénieur, homme d'affaires et banquier américain, fondateur de Newmont Mining.
Fils de charpentier, ingénieur des mines, il commence par exploiter les mines d'argent et de cuivre dans le Montana et l'Arizona avant de s'installer à New York. Il est de 1914 à 1919 l'administrateur de la Federal Reserve Bank de New York. Par deux fois en 1916 et en 1920, il est délégué à la convention nationale républicaine.
Pendant la Première Guerre mondiale, il accompagne, fin 1917 et début 1918, une mission de la Croix-Rouge en Russie. Il offrit 1 million de dollars de sa fortune personnelle au gouvernement d'Alexandre Kerensky. Il fut le principal promoteur de l'aide occidentale aux différents gouvernements de la Russie bolchévique. Après la prise du pouvoir par les bolchéviques, il a plaidé pour la reconnaissance américaine du gouvernement soviétique. 
Mécène, il fonde en 1919 le Boyce Thompson Institute for Plant Research à Yonkers.

## Biographie
Les exploitations de Thompson s'étendaient du Canada au Pérou en passant par Cobalt Lake. Ce qui comprenait Inspiration Mine en Arizona et Indian Motorcycle Co. Il finançait des mines de plomb, de zinc et de charbon, des tramways. Il a tenu le financement de la sensationnelle Midvale Steel pendant la guerre, lorsque l'action est passée de 290 à 500. Il a refinancé l'Amérique Woolen Co. et Tobacco Products Co., lancé Cuban Cane Sugar Co., obtenu le contrôle de Pierce Arrow Motor Car Co., organisé Submarine Boat Corp et Wright-Martin Aeroplane Co. Gros, bonhomme, chauve et travailleur infatigable, c'était un homme dévoué pour sa famille. Il chiquait le tabac, sous-payait ses employés et, comme l'un des plus grands joueurs de son temps, les décourageait des jeux de hasard.